# غاري بول
غاري بول (بالإنجليزية: Gary Bull)‏ (12 يونيو 1966 في المملكة المتحدة - ) هو لاعب كرة قدم بريطاني في مركز الهجوم. لعب مع برايتون أند هوف ألبيون وبرمنغهام سيتي وسكونثورب يونايتد وكامبريدج يونايتد ونادي بارنت ونادي ساوثهامبتون ونادي يورك سيتي ونوتينغهام فورست وغرانتهام تاون ‏ وLincoln United F.C. ‏ ونادي بوسطن تاون ‏.

## وصلات خارجية
- غاري بول على موقع قاعدة بيانات كرة القدم.إي يو (الإنجليزية)
- غاري بول على موقع Soccerbase.com (لاعب) (الإنجليزية)
- غاري بول على موقع عالم كرة القدم.نت (الإنجليزية)